# Госснаб СССР
Госсна́б СССР (Государственный комитет СССР по материально-техническому снабжению) — центральный государственный орган СССР, существовавший в 1948—1953 и 1965—1991 годах.
Выполнял следующие функции, согласно «Положению о Госснабе СССР» (1969): реализация планов материально-технического снабжения, распределение по потребителям продукции по установленной номенклатуре, обеспечение межотраслевых кооперированных поставок, контроль своевременность выполнения планов поставки продукции. Госснаб СССР совместно с Госпланом СССР готовил проекты пятилетних планов в соответствии с политическими установками Политбюро ЦК ВКП(б) — КПСС.
Работа Госснаба СССР координировалась с Госпланом СССР, Министерством финансов СССР и отраслевыми министерствами и ведомствами СССР и союзных республик. Его деятельность на местах осуществлялась в координации с отраслевыми министратствами и предприятиями через подведомственные Госснабу территориальные снабженчско-сбытовые органы.

## История
В 1953 году Госснаб СССР, вместе с Госпродснабом СССР (комитетом по снабжению продовольственными и промышленными товарами), был слит с Госпланом СССР.
В 1965 году ведомственные службы материально-технического снабжения были объединены и выделены в самостоятельную отрасль народного хозяйства, во главе которой стал Госснаб.
С 1968 года в системе высшего образования СССР началась подготовка специалистов для Госснаба по специальности «Экономика и планирование материально-технического снабжения».
В 1990 году при Госснабе были образованы государственные оптово-посреднические предприятия.
В 1991 году Госснаб СССР был преобразован в Министерство материальных ресурсов СССР.

### Организации по материально-техническому снабжению, сбыту и заготовке
- 1922—1924 — Правление государственных товарных складов (Госсклад) ВСНХ СССР.
- 1930—1934 — Народный комиссариат снабжения СССР (Наркомснаб СССР).
- 1948—1953 — Государственный комитет Совета Министров СССР по материально-техническому снабжению народного хозяйства (Госснаб СССР)[6].
- 1951—1953 — Государственный комитет Совета Министров СССР по снабжению продовольственными и промышленными товарами (Госпродснаб СССР)[6].
- 1965—1991 — Государственный комитет Совета Министров СССР по материально-техническому снабжению СССР (Госснаб СССР).
- апрель—декабрь 1991 — Министерство материальных ресурсов СССР.

### Председатели Госснаба СССР
- 1948—1952 — Каганович, Лазарь Моисеевич[7] (1893—1991)
- 1952—1953 — Кабанов, Иван Григорьевич (1898—1972)
- 1965—1976 — Дымшиц, Вениамин Эммануилович (1910—1993)
- 1976—1985 — Мартынов, Николай Васильевич (1910—1998)
- 1985—1989 — Воронин, Лев Алексеевич (1928—2008)
- 1989—1991 — Мостовой, Павел Иванович (1931—2000)

## Институты при Госснабе СССР
- 1966—1991 — Научно-исследовательский институт экономики и организации материально-технического снабжения (НИИМС) Госснаба СССР. C 1991 года институт продолжил свою работу под названием ИТКОР (Исследования Товародвижения и Конъюнктуры Оптового Рынка).

## Республиканская деятельность
В союзных и союзно-республиканских министерствах были образованы Главные управления материально-технического снабжения (Главснабы министерств), некоторые из которых в последствии были преобразованые в отдельные комитеты при Советах Министров союзных республик.
- Госснаб БССР[8]
- Госснаб УзССР[9]
- Госснаб КазССР[10]